# 千早フラワー公園

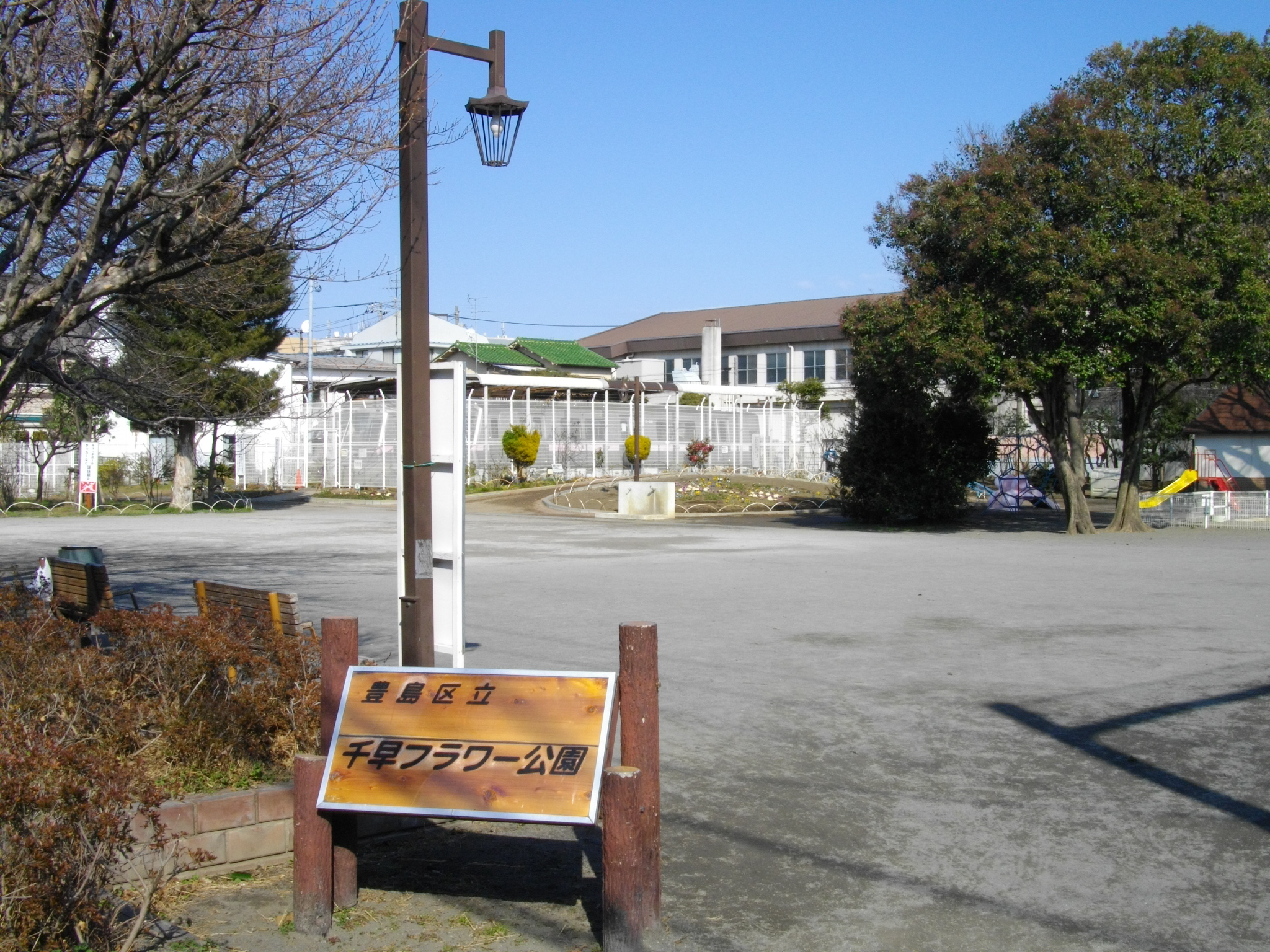
千早フラワー公園

千早フラワー公園（ちはやフラワーこうえん）は東京都豊島区にある豊島区立の公園。都営地下鉄大江戸線の試作車両が保存されているのが特徴。1990年（平成2年）10月開園、面積5542.49m2（1,676坪）。付近に千川上水から発する谷端川の暗渠跡があるため、東京都下水道局の幹線下水道が敷設されている。

## 設備

### 展示物

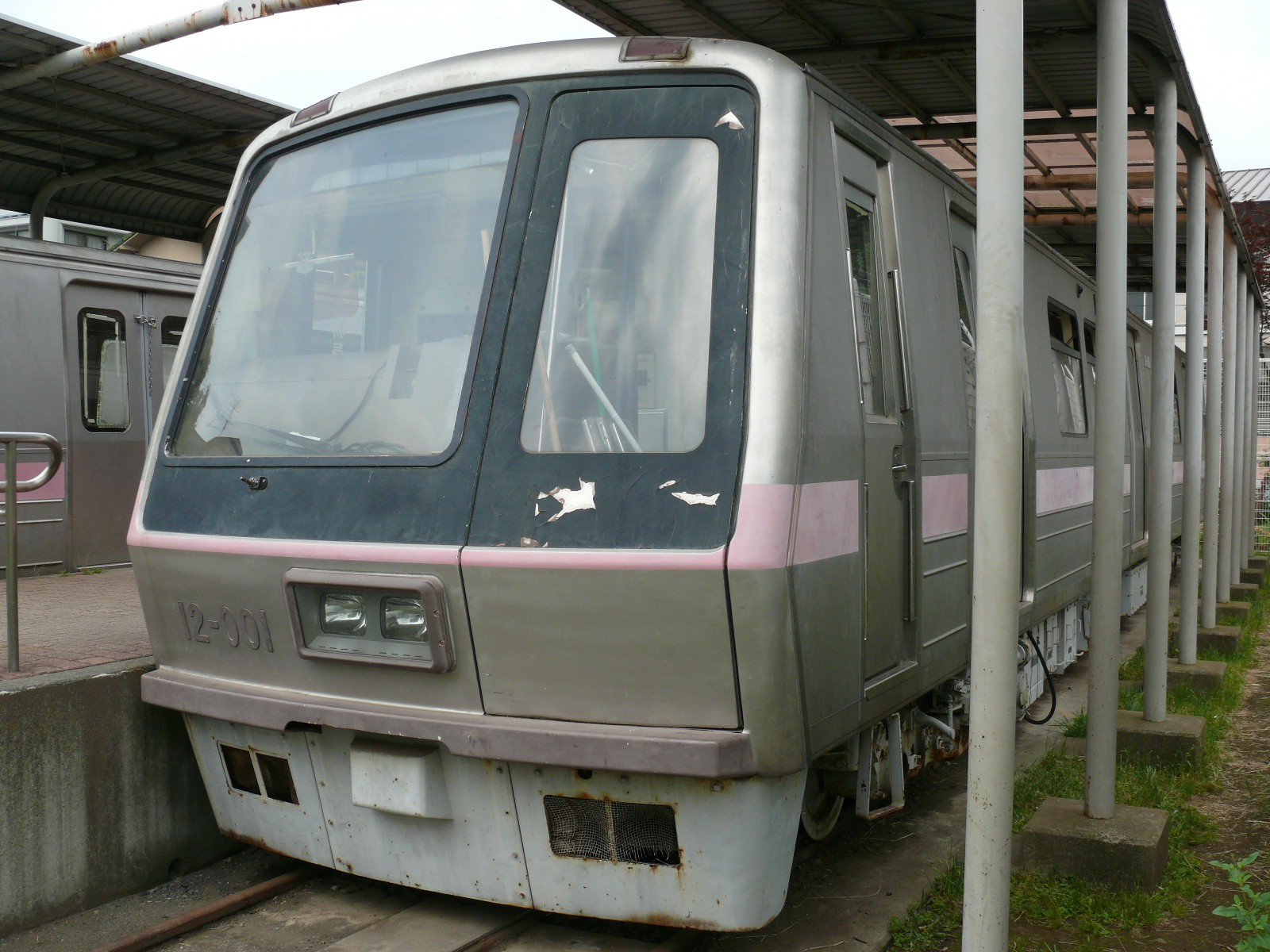
都営地下鉄大江戸線の試作車両

東京都交通局12-000形電車（試作車） 12-001・12-002
公園内の北側に静態保存されている鉄道車両。1986年（昭和61年）4月に都営地下鉄12号線（現大江戸線）用の試作車として製造。試験終了後に豊島区に払い下げられ、1991年2月に公園内に設置された。
4月から10月までは午前9時～午後5時、11月から3月までは午前9時～午後4時に車内を開放している。

## 沿革
- 1940年 - 都市計画決定（内務省告示第396号）[2]。
- 1945年 - 東京都が公園用地を買収[2]。
- 1946年 - 連合国軍最高司令官総司令部により巣鴨拘置所周辺住民の移住先となる[2]。
- 1947年 - 応急簡易住宅用を整備[2]。
- 1950年 - 一部が千早一丁目児童遊園となり、都営住宅も整備された[2]。
- 1971年 - 東京都公有財産管理委員会により豊島区への土地の譲渡が決定[2]。
- 1972年 - 東京都建設局及び住宅局が公園整備のため住宅の撤去を担当することが決定[2]。
- 1990年 - 千早一丁目児童遊園を廃止し、千早フラワー公園を開園。一般住宅の立退きが完了[2]。
- 1991年 - 公園整備工事が完了。総工費は9000万余円[2]。
- 1992年 - 都営住宅の立退きが完了し、立退き交渉が終了[2]。

## 所在地・アクセス
東京都豊島区千早1-8-1
- 西武池袋線椎名町駅下車
- 東京メトロ有楽町線要町駅下車

## 周辺
- 学校法人城西学園
- 池袋モンパルナス跡
- トキワ荘跡